# 土曜大好き!830
『モーニングショー・土曜大好き!830』（モーニングショー・どようだいすき はちさんまる）は、関西テレビの制作により、フジテレビ系列（FNS全国ネット）で生放送されていた朝のワイドショーである。1987年4月4日から1997年3月29日まで、毎週土曜 8:30 - 9:55（JST）に放送。新聞等のラテ欄では「土曜大好き」と表記されていた。

## 概要
原則として、大阪市北区西天満の関西テレビ本社（当時）のスタジオから生放送。ただし、年末のみ、事前に収録した内容を放送した。
司会は、板東英二と桑原征平（出演期間中は関西テレビアナウンサー）が担当した。プロデューサーは、桑原と同じく1969年に同局に入社した上沼真平（桑原は中途採用で入社）。2代前の番組『モーニングスタジオ・土曜!100%』で司会を務めた後に、1985年4月から2年間東京支社編成部を通じてフジテレビへ出向していた桑原にとっては、本社復帰後初めてのレギュラー番組に当たる。
初代アシスタントには、フジテレビアナウンサー（当時）の筒井櫻子を、関西テレビへの出向扱いで起用。また、番組の開始当初は、太平サブロー（現在の大平サブロー）も司会陣に加わっていた。しかし、当時の相方・大平シローと共に所属事務所の吉本興業から東京のプロダクションへ移籍したことなどから、1988年9月に降板した（サブロー・シローとも後に吉本興業へ復帰）。また、筒井以降のアシスタントには、アナウンサーではなく女優を1 - 2年単位で起用。番組のエンディングでは、前番組『シュートinサタデー』から引き続き福井敏雄が「週間天気予報」を担当した（1989年12月まで）。
1990年10月6日から1991年3月30日まで本番組自体の放送時間はそのままに、その直前に『土曜大好き!800』土曜大好き!前座番組を8:00 - 8:30に設けて放送されていた。
テレビ大阪を除く在阪民放他局も同じ時間帯に全国向けの生放送番組を編成する状況の下で、およそ10年にわたって人気を保っていたが、1997年3月29日放送分をもって終了した。第1回および最終回のゲストには、板東の本格的な俳優デビュー作・『金曜日の妻たちへ』シリーズ（TBS制作、関西地方ではMBSで放送）で妻役を演じた篠ひろ子が出演した。

## 出演者

### 司会

#### メイン司会
- 板東英二[1][2][3][4] 後番組の『土曜ぴーぷる』も続投

#### その他の司会
- 1987.04 - 1988.09 太平サブロー・シロー 太平サブロー[1]、桑原征平[1] 当時関西テレビアナウンサー
- 1988.10 - 1997.03 桑原征平[2][3][4] 当時関西テレビアナウンサー 後番組の『土曜ぴーぷる』も続投

#### 女性アシスタント
- 1987.04 - 1988.03 筒井櫻子[1] 当時フジテレビアナウンサー
- 1988.04 - 1990.03 塩沢とき
- 1990.04 - 1991.12 林寛子
- 1992.01 - 1993.03 かとうかずこ[2]
- 1993.04 - 1995.03 藤吉久美子[3]
- 1995.04 - 1996.03 香坂みゆき
- 1996.04 - 1997.03 生田智子

### 生CM
- 水津浩志
- 小野裕士 『ブルドックソース』担当

### 料理
- 廻戸俊雄

### 天気
- 福井敏雄 1989.12降板、その後は上記の番組アシスタントが兼任

## ネット局
系列は当時の系列（打ち切りの場合は打ち切り時点のもの）。
| 放送対象地域  | 放送局             | 系列                                         | 備考                                                                  |
| ------------- | ------------------ | -------------------------------------------- | --------------------------------------------------------------------- |
| 近畿広域圏    | 関西テレビ         | フジテレビ系列                               | 制作局                                                                |
| 関東広域圏    | フジテレビ         | フジテレビ系列                               |                                                                       |
| 北海道        | 北海道文化放送     | フジテレビ系列                               |                                                                       |
| 岩手県        | 岩手めんこいテレビ | フジテレビ系列                               | 1991年4月開局から                                                     |
| 宮城県        | 仙台放送           | フジテレビ系列                               |                                                                       |
| 秋田県        | 秋田テレビ         | フジテレビ系列                               |                                                                       |
| 山形県        | 山形テレビ         | フジテレビ系列                               | 1993年3月27日打ち切り                                                 |
| 福島県        | 福島テレビ         | フジテレビ系列                               |                                                                       |
| 新潟県        | 新潟総合テレビ     | フジテレビ系列                               | 現・NST新潟総合テレビ                                                 |
| 長野県        | 長野放送           | フジテレビ系列                               |                                                                       |
| 静岡県        | テレビ静岡         | フジテレビ系列                               |                                                                       |
| 富山県        | 富山テレビ         | フジテレビ系列                               |                                                                       |
| 石川県        | 石川テレビ         | フジテレビ系列                               |                                                                       |
| 福井県        | 福井テレビ         | フジテレビ系列                               |                                                                       |
| 中京広域圏    | 東海テレビ         | フジテレビ系列                               |                                                                       |
| 島根県 鳥取県 | 山陰中央テレビ     | フジテレビ系列                               |                                                                       |
| 岡山県 香川県 | 岡山放送           | フジテレビ系列                               |                                                                       |
| 広島県        | テレビ新広島       | フジテレビ系列                               |                                                                       |
| 山口県        | テレビ山口         | TBS系列                                      | 1989年3月25日打ち切り 1987年9月まではフジテレビ系列とのクロスネット局 |
| 愛媛県        | 愛媛放送           | フジテレビ系列                               | 現・テレビ愛媛                                                        |
| 福岡県        | テレビ西日本       | フジテレビ系列                               |                                                                       |
| 佐賀県        | サガテレビ         | フジテレビ系列                               |                                                                       |
| 長崎県        | テレビ長崎         | フジテレビ系列                               | 1990年9月までは日本テレビ系列とのクロスネット局                       |
| 熊本県        | テレビ熊本         | フジテレビ系列                               | 1989年9月まではテレビ朝日系列とのクロスネット局                       |
| 大分県        | テレビ大分         | 日本テレビ系列 フジテレビ系列                | 1993年9月まではテレビ朝日系列とのトリプルクロスネット局               |
| 宮崎県        | テレビ宮崎         | フジテレビ系列 日本テレビ系列 テレビ朝日系列 |                                                                       |
| 鹿児島県      | 鹿児島テレビ       | フジテレビ系列                               | 1994年3月までは日本テレビ系列とのクロスネット局                       |
| 沖縄県        | 沖縄テレビ         | フジテレビ系列                               |                                                                       |

### ネット局に関する備考
- 1997年4月に開局を控えたさくらんぼテレビと高知さんさんテレビでは、開局前のサービス放送で最終回のみが放送された。前者の場合、山形県では山形テレビのネットチェンジ以来、約4年ぶりの放送であった。

## エピソード
- 高倉健と富司純子が生出演した。
- 板東はこの番組への出演期間中に、司会者・野球解説者（スポーツキャスター含む）・俳優など多方面にわたって活躍。1993年4月から9月までは本番組の直前（8:15 - 8:30）に放送されていたNHK連続テレビ小説『ええにょぼ』（NHK大阪放送局制作）において、戸田菜穂が演じるヒロイン・朝倉悠希の父親・源太郎役を演じていた。同年9月18日（土曜日）には、『ええにょぼ』第144回（源太郎が末期のがんで息を引き取る回）を放送した直後に本番組がスタート。板東はオープニングにアップの映像で登場すると、にこやかな表情で本番組の視聴者に向けて『ええにょぼ』での臨終シーンを報告した。
- 前身番組『ハイ!土曜日です』の「征平の挑戦」（体当たり取材企画）で一躍全国に名を馳せた桑原は、フジテレビへの出向期間中に、『おはよう!ナイスデイ』の司会陣の1人として事件・事故・芸能関連の取材に奔走していた。本番組への出演期間中には、年齢・体力面を踏まえて上記のような激しい取材を控えながらも、通算で50回以上海外を取材。航空会社とのタイアップ企画として、年に数回のペースで取材を重ねた結果、五大陸のすべてに足を踏み入れた。以下では、桑原の著書『生きてるだけで丸もうけ』（2005年にぴあから初版を刊行、現在は絶版）第7章「ふたたびの大阪」での記述内容を基に、主な取材の概要を記載する。
  - 1988年には、板東と共にロンドンを取材。「アポなし・予算なし・（現地での）知名度なし」という悪条件をものともせずに、ダイアナ妃（当時）との握手を果たした。本番組では、取材クルーが日本へ帰国した直後に、この模様を特別企画として放送。1989年2月には、「モーニングショー『土曜大好き!830』スタッフ」という名義で、『ダイアナ妃の手はマシュマロだった!―板東&征平のダイアナ妃と会ってお話をしよう大作戦』という番組本を関西テレビから刊行した（現在は絶版）。
    - 上記の取材が視聴者から大きな反響を得たことを受けて、上沼は、当時不可能とされていたデンマーク王女へのインタビューも計画。「日本で一番高貴なイメージがある女優」という理由で、三田佳子を現地のパレードへ派遣した末に、三田から王女へ直々に花束を渡すことに成功した。

  - 池内淳子にとっての思い出の土地で、「ウィリアム・テルの故郷」とされるルツェルン（スイス）を池内と共に取材した際には、上沼のアイデアから「ウィリアム・テルに扮した池内が桑原の頭の上に乗せたリンゴを矢で射貫く」という設定で「ウィリアム・テルごっこ」を再現。取材クルーの帰国後には、このシーンを含めて90分の特集を放送した。
  - 1989年には、小松明・水前寺清子夫妻2度目の新婚旅行に桑原が同行。数々の社会活動に取り組む水前寺の希望で、旅先にパキスタンの国境紛争地域を選んだことから、旅行の模様とともに現地の実情を取材した。なお、桑原は同国以外にも、上沼の意向でアフガニスタンなどの紛争地域を単独で取材している。
  - 1990年には、日本国籍を有するアルベルト・フジモリのペルー大統領就任を受けて、同国と縁の深い八代亜紀が桑原と共に現地で「アポなし取材」を敢行。結果として、フジモリへの単独インタビューに漕ぎ着けた。
  - 八代がマネジャーの増田登と結婚した1993年には、八代が現地で設立したヤシロアキ工業技術学校への訪問を兼ねた夫婦の旅に桑原が同行。帰国後の同年11月20日に、その模様を放送した。
    - 桑原は、この時のロケで訪れたマチュピチュで一行を見送る「グッバイボーイ」（現地を後にする観光客に向かって「グッバイ」と絶叫しながら何度も手を振ることで観光客からチップを得ていた少年）の姿に感銘を受けたことから、関西テレビを定年（60歳）で退職する2004年に「最後の挑戦」と称して現地でグッバイボーイと同じ体験を敢行。定年退職翌日（同年5月16日）に関西ローカルで『さらば征平・最後の挑戦!』（当番組の関係者から板東・八代・香坂がゲストで出演した退職記念特別番組）のメイン企画として放送したところ、その年の日本民間放送連盟賞テレビ番組エンターテインメント部門でグランプリ（最優秀賞）を受賞した。

  - 1990年には、「北方領土が日本の領土とされているのに、日本人が簡単に行けないのはおかしくないか?」という上沼の素朴な疑問をきっかけに、ソビエト連邦（当時）のサハリン州政府から特別に発給されたビザを携えながら、新潟空港からハバロフスク・ユジノサハリンスク経由で択捉島へ渡航した。北方領土への渡航は、日本のテレビ番組では初めての試みであった。
    - 上沼は、「大阪府内にいる視聴者からの依頼で、『第二次世界大戦中から択捉島に住んでいる』という親族を探す」というロケ企画を実施する名目で、同島への渡航ビザを取得。択捉島には関西テレビと同じ系列局・北海道文化放送の電波を受信できる地域があるため、島内への滞在中には、取材クルーが本番組や桑原を知っている住民とたびたび遭遇したという。
    - 取材クルーはロケ中に、依頼された人物を探し当てられなかった。さらに、帰路の一部である択捉島からユジノサハリンスクへの船便が1週間に1回しか出航していないことが判明。取材クルーには、当初の予定より1週間長く同島に滞在する恐れがあった。そこで上沼は、船でユジノサハリンスクまで渡った後に、モスクワ経由の空路で新東京国際空港に向かうルートを提案。結局、取材クルーはそのルートで、当初の予定通りに日本へ帰国した。ただし、往路への移動が4時間で済んでいたにもかかわらず、帰路では約2万kmの距離を2日がかりで移動している。
    - 本番組では、帰国の翌週に、日本のテレビ番組で初めて北方領土のロケの模様を放送。もっとも、クルーが日本政府を通さずにサハリン州政府発給のビザで択捉島へ渡った事実を重く見た外務省は、放送直後に当時の関西テレビ東京支社長を厳重注意に処した。

  - 1995年・1996年には、板東によるアマチュア野球の指導を兼ねてモンゴルを取材。1995年の取材には、板東・桑原が現地のテレビ番組へ出演したほか、横浜大洋ホエールズOBの遠藤一彦・高木豊が指導に加わっていた。また、本番組では取材の模様を放送した際に、現地に野球場を建てるための寄付金を募集。視聴者からの寄付金が多額に上ったため、モンゴル国内のスポーツ関係者からの支援で、野球場が実際に建設された。
- 番組は原則として、スタジオにゲストを迎えたうえで放送していた。1989年5月には、本番組のスタッフが公演で来阪していた五木ひろしにスタジオへの出演を打診。五木サイドが「舞台公演を控えているのにのどの調子が悪く、朝早くからスタジオへ出演できないので放送前日の深夜（放送日の未明）にインタビューを収録してほしい」と申し入れたことから、板東・桑原が放送日の午前2:00頃から五木へのインタビューに臨んだ。ところが、収録終了の直後から出回った『日刊スポーツ』が五木と和由布子の婚約をスクープ扱いで報じたため、五木が本番組に生放送で登場するものと思い込んでいた報道陣が関西テレビの本社に殺到。これに対して、本番組が放送したインタビューでは五木が（当時所属していた事務所の意向で）婚約関連の話題を伏せていた。そのため放送終了後には、桑原が報道陣に対して収録時の事情を説明する羽目になった。
  - 五木は後日、旧知の桑原に対して「インタビューを受けた時に婚約の話を出したかったが、正式発表前で事務所から口止めされていたので話せなかった」と釈明するとともに、桑原への謝意を込めてハワイでの新婚旅行への独占同行取材を認めることを提案。番組はその提案を基に、桑原を新婚旅行へ同行させるとともに、ハワイからの生中継を通じて五木・和の独占出演を実現させた。さらに、生中継を見ていた講演斡旋会社・システムブレーンの社長が、放送後に桑原へ講演会の講師を依頼。桑原は、この依頼をきっかけに、現在に至るまで講演を通じて当番組でのエピソードなどを披露している。
- 1989年6月24日には、歌手の美空ひばりが当日の未明に急逝したことから、放送予定を急遽変更。全編にわたって、美空の追悼特別企画を放送した。
- 番組末期の1997年、アシスタントの生田智子と前年に結婚した中山雅史（当時ジュビロ磐田所属）がゲスト出演。タヒチでの新婚旅行の模様が放送された。
- 関西テレビ本社制作の番組でありながら、上記の経緯で板東・桑原が全国規模の知名度を有していたこともあって、一時はビデオリサーチによる視聴率調査で関東地区（フジテレビの放送対象地域）の視聴率が関西地区（関西テレビの放送対象地域）より高く出る傾向が見られた。

## オープニングテーマ
- 今田勝　エンジェルフィッシュ　1982年リリースのアルバム「Blue Marine」に収録されている曲。

## エンディングテーマ
- 木瀬りえ子　夢見えるだけじゃ涙が消えない　元々は某専門学校のCMソングとして起用された。

## スタッフ
- 構成:萩原芳樹、川崎良、高柳保男
- 装置:つむら工芸
- ディレクター:杉浦史明、古江薫
- プロデューサー:上沼真平、廣田明、大平雄司

## スポンサーなど
- 阪神・淡路大震災発生週の1995年1月21日放送分では、関西テレビのサービスエリアに被災地域が含まれていたことなどから、報道特別番組に近い内容で放送。本番組のスポンサーであった昭和産業について、震災の影響で神戸市東灘区の工場のタンクに亀裂が入っていることを生中継で伝えた。番組中の生CMやCMについては、当時のスポンサーの大半が自粛を申し入れる一方で、久光製薬やピップフジモトからの出稿分は通常どおり放送。スポンサー全社が本番組でCMを復活させたのは、同年2月初旬以降であった。

| フジテレビ系列（関西テレビ制作） 土曜朝のワイドショー                  | フジテレビ系列（関西テレビ制作） 土曜朝のワイドショー             | フジテレビ系列（関西テレビ制作） 土曜朝のワイドショー |
| 前番組                                                                 | 番組名                                                            | 次番組                                                |
| ---------------------------------------------------------------------- | ----------------------------------------------------------------- | ----------------------------------------------------- |
| モーニングショー・シュートinサタデー （1986年10月4日 - 1987年3月28日） | モーニングショー・土曜大好き!830 （1987年4月4日 - 1997年3月29日） | 土曜ぴーぷる （1997年4月5日 - 1998年3月28日）         |